# モビマ語
モビマ語 (Movima) は、ボリビア北東部のボリビア・アマゾンのリャノス・デ・モホス地域に住むアメリカ先住民のグループ、モビマ (Movima)の約1,400人(半分近く)が話す言語である。他の言語との関連性が証明されていないため、孤立した言語とみなされている。 

## 音韻論
モビマ語には5つの母音がある。 
|          | 前舌 | 中舌 | 後舌 |
| -------- | ---- | ---- | ---- |
| 狭母音   | i    |      | u    |
| 中央母音 | e    |      | o    |
| 広母音   |      | a    |      |

/e/と/o/は、それぞれ半狭母音 [e]と[o]よりも[ɛ]と[ɔ]に似ている。母音には音素的な長さの違いがあるが、いくつかの韻律の過程では短母音を長くなることがある。モビマ語には声調がない。 
|          |          | 唇        | 歯茎 | 歯茎 | 硬口蓋 | 軟口蓋    | 軟口蓋 | 声門 |
| 中線     | 側面     | 唇        | 平   | 唇   | 硬口蓋 |           |        | 声門 |
| -------- | -------- | --------- | ---- | ---- | ------ | --------- | ------ | ---- |
| 鼻音     | 鼻音     | m         | n    |      |        |           |        |      |
| 破裂音   | 肺       | p         | t    |      | tʃ     | k （ ɡ ） | kʷ     |      |
| 破裂音   | 入破音   | ɓ         | ɗ    |      |        |           |        |      |
| 摩擦音   | 摩擦音   | （ f ） β | s    | ɬ    |        |           |        | h    |
| 接近音   | 接近音   |           |      | l    | j      | w         |        | jˀ   |
| ふるえ音 | ふるえ音 |           | r    |      |        |           |        |      |

破裂音/p/は、語頭の音節では[p]として実現されるが、語末では[pʔᵐ] （単純な鼻音/m/とは区別される）として実現される。 同様に/t/と/k/は最終音節において、それぞれ[tʔⁿ]と[ʔɤ](すなわち、母音の解放を伴う声門破裂音）として実現される。母音で始まる単語や隣接する母音の間には、声門破裂音が音挿入されて現れる。 
音素/f/と/ɡ/は、スペイン語由来の外来語にのみ存在する。 

## 形態論
モビマ語では、 複合と抱合は生産的な派生プロセスである。接中辞に類似したいくつかの過程(たとえば、非現実相のマーカー (k)a')を含む、重複や接辞も一般的である。 数、格、時制、ムード、アスペクトなどの屈折の典型的な例は、モビマ語では義務的にマークされていない。1つのモビマ語の語には多くの派生プロセスを適用できる。同じ形態素が同じ語に複数回出現することがある。たとえばこのように、 tikoy-na-poj-na 「私はXにYを殺させる。」